# Pokłon pasterzy (obraz Hugona van der Goesa)
Pokłon pasterzy (niderl. De geboorte van Christus) – obraz olejny niderlandzkiego malarza Hugona van der Goesa.

## Geneza tematu
Motyw przedstawiony na obrazie został zaczerpnięty z Ewangelii św. Łukasza (2: 15-21) i dotyczy wydarzeń zaraz po narodzeniu Chrystusa.

## Opis obrazu
Kompozycja obrazu oparta jest na wcześniejszym dziele Goesa Pokłon Trzech Króli czy środkowej kwaterze z Tryptyku Portinarich. W centralnej części znajduje się kołyska z nagim Jezusem. Jak w ołtarzu z Uffizi Dzieciątko leży bezpośrednio na ziemi, tak tutaj leży on w żłobku i nie jest niczym okryty. Takie przedstawienie czerpie swoje wzorce na objawieniu z manuskryptów św. Brygidy Szwedzkiej. Po obu stronach żłobka klęczą rodzice Jezusa: Maria i Józef. Wokół Świętej Rodziny, zostali w bardzo realistyczny sposób przedstawieni pasterze składający pokłon. Na drugim planie tłoczą się aniołowie. Po prawej i po lewej stronie zostali umieszczeni prorocy, którzy przepowiedzieli nadejście Jezusa. Rozchylają oni kurtynę, nadając w ten sposób wrażenie przedstawienia teatralnego.

## Symbolika
Na pierwszym planie u dołu, znajduje się snopek zboża symbolizujący Ostatnią Wieczerzę lub nawiązujący do Betlejem jako dom chleba. Z prawej stronie, w głębi obrazu rozgrywa się scena obwieszczenia dwóm pasterzom nadejścia Mesjasza przez świetlistego Anioła.